# Charlotte Rabette
Charlotte Rabette, également connue sous les pseudonymes de Charles Bazhor et de Catherine pour ses livres de cuisine, est une romancière, journaliste politique et essayiste française.
Ses livres ne sont pas réédités et difficilement trouvables, La cuisine en 5... 10... 15 minutes et les plats qui cuisent tout seuls a été numérisé dans Gallica. Ses articles de presse sont numérisés dans RetroNews.

## Biographie
Elle est née à Paris 18e le 6 avril 1896 et morte le 17 mars 1945 à Paris 16e. Son enfance se passe au Vésinet, elle entre au Lycée de Saint-Germain-en-Laye en 1905.
En 1920, elle est secrétaire à la Société des gens de lettres. Chroniqueuse judiciaire de l'Agence Radio, elle rencontre Pierre Duménil, directeur du Rappel. Elle y tiendra la revue de presse politique jusqu'à le fermeture du journal (du 27 décembre 1920 au 29 janvier 1925) sous le nom de plume de Charles Bazhor. Sous le même pseudonyme elle publie un petit roman (1916) sur un sujet qui la passionne: l'enfance. RetroNews a mis en ligne 430 articles signés Charles Bazhor, principalement dans La Lanterne (7 mai 1922 au 30 janvier 1925), L'Intransigeant où elle rencontre Fernand Divoire qui en est directeur et dont elle sera la seconde épouse (ils eurent pour fille Joelle de Gravelaine 12 janvier 1929 - 26 juillet 1997). Accessoirement elle écrit pour Le Radical, Le XIXe siècle, Paris-Soir (jusqu'au au 29 janvier 1925). Par la suite elle publie sous son nom et jusqu'à 1934 dans La Gazette de Biarritz-Bayonne et Saint-Jean-de-Luz sur l'éducation des jeunes enfants, L'Image, Le Carnet de la semaine. En 1929 et 1930 elle co-signe 2 romans avec Fernand Divoire.
Le 19 mars 1931 elle est nommée membre du jury du Prix Minerva (prix littéraire exclusivement réservé aux femmes de lettre, aussi Prix Minerve) elle occupe ce poste jusqu'en 1936 fin des attributions. Pour mémoire les prix Minerva décernés sont : Simonne Ratel (1930), Marguerite Jouve (1931), Marie-Paule Salonne (1932), Rose Celli (1933), Michel Davet (1934), Claire Sainte-Soline (1935), Thérèse Herpin (1936).

## Principales publications

### Romans
- Charles Bazhor, Papa en permission. Paris, E. Figuière, 151 p.1916[9],

- Rabette-Divoire (Charlotte Rabette et Fernand Divoire). Un homme dans la boucle. Paris, Bernard Grasset. 1929[10],
- Charlotte Rabette et Fernand Divoire, La bourgeoise empoisonnée. Paris, Editions des Portiques, Collection du lecteur. 252 pp. 1930,
- Charlotte Rabette. Donvorro, la tornade, Paris: Office Colonial d'édition, 310 pp. 1947[11], Roman paru dans Paris-Soir du 4 juillet au 16 aout 1944.

### Monographie
- Rabette. Nous, mamans. Paris, E. Figuière , 1916, 245 pp. Flammarion, 1933

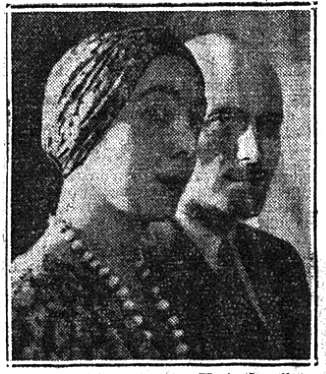
Charlotte Rabette et Fernand Divoire dans L’Intransigeant, 27 novembre 1930 (BnF)

### Gastronomie
- Catherine. La Cuisine exotique chez soi avec des Souvenirs gastronomiques de MM. Varma, A. de Pouvourville, Mlle Djemil Enik, Mme Vera Janacopoulos, M. Ting-Tso-Chao, Mmes Soumaco Foucao et Ayaco Ogino, M. Frantz Toussaint, M. Maurice Verne, Mlle Raina Tahé, M. Agustin Edwards. Recueillis par Charlotte Rabette. Montrouge, Impr. moderne, Paris, Éd. des Portiques, 252 pp. 1931[13],

- Catherine. La cuisine en 5... 10... 15 minutes et les plats qui cuisent tout seuls. Paris, Flammarion. 48 pp. 1939[14].

### Dans les revues (sélection)
- Rabette. Le crawl, Une chaumière et des cœurs dans Eve Revue féminine Idéale. juin 1939,
- Charlotte Rabette. La vocation des femmes peintres dans Minerva (supplément féminin illustré du Petit Provencal[15])  Juillet 1935[16],
- Charlotte Rabette. Les crimes contre les enfants : comment puniriez-vous les mères coupables ? dans Minerva janvier 1936[17].

## Anthologie
- Paule Mardelot. La Femme de France, p. 22. 18 mai 1930. Portrait de Charlotte Rabette[18]

« Je vais vous faire un aveu. Il vous surprendra, je pense : Je ne sais pas faire la cuisine, ou si peu ! Ceci ne m’a nullement gênée dans une tâche pédagogique particulièrement ardue, et j’ai fait moi-même l’éducation de ma cuisinière »